# Alfaroa williamsii
Alfaroa williamsii ist eine zentralamerikanische Baumart aus der Familie der Walnussgewächse (Juglandaceae). Die Art ist nach dem amerikanischen Botaniker Louis Otho Williams benannt.

## Merkmale
Alfaroa williamsii ist ein 15 bis 25 m hoher Baum mit einem Stammdurchmesser von 30 bis 50 cm. Die Borke ist glatt oder im Alter runzelig. Sie löst sich leicht vom Stamm in kleinen, dünnen Blättern. Sie ist grünlichgelb oder hell cremefarben. Die Äste sind zylindrisch, kahl, meist gestreift oder warzig und besitzen zahlreiche braune, elliptische bis runde Lentizellen. 
Die Blätter stehen fast gegenständig oder wechselständig, sind 15 bis 25 cm lang und paarig gefiedert mit 3 bis 5 Fiederpaaren. Die Fiederblättchen sind elliptisch bis elliptisch-verkehrtlanzettlich, spitz bis zugespitzt am Ende und schief an der Basis. Sie haben 14 bis 20 Paare von Seitennerven und sind an der Unterseite kahl. Die Blättchen sind 4 bis 13,5 cm lang und 1,5 bis 3,5 cm breit mit einem 1,4 bis 4,5 cm langen Blattstiel. Die Blättchen sind kurz gestielt. 
Die männlichen Blütenstände stehen endständig oder achselständig. Es sind Rispen aus mehreren aufrechten vielblütigen Kätzchen. Der weibliche Blütenstand ist eine endständige oder seitlich stehende wenigblütige Ähre.
Männliche Blüten sind sitzend, drüsig, haben ein dreilappiges, 3 bis 4 mm langes Vorblatt mit 0,5 mm langen seitlichen Lappen und einem 1 mm langen Mittellappen. Die zwei Kelchblätter sind länglich oder verkehrt eiförmig und rund 1 mm lang. Es gibt 7 bis 9 Staubblätter mit zwei sitzenden, länglichen, 1 bis 1,5 mm langen Antheren. Die weiblichen Blüten sind sitzend, 5 bis 7 mm groß, mit vier Kelchblättern. Diese sind dick, fleischig, meist behaart, verkehrt lanzettlich oder verkehrt eiförmig, 2 bis 4 mm lang, 0,5 bis 1,5 mm breit. Die Narbe ist zweilappig, rund 1 bis 1,5 mm lang, der Griffel ist 2 mm lang, der Fruchtknoten 2 mm lang. Er sitzt auf einem dreilappigen, 1 bis 2 mm langen Tragblatt mit 0,5 bis 2 mm langen Lappen.
Die Frucht ist eine steinfrucht-ähnliche Nussfrucht. Sie ist sitzend, verholzt, hart, kahl, 8- bis 12-fächrig mit bis zu 13 Septen. Die Nuss ist rund bis verkehrt eiförmig, 14 bis 17 mm lang und 13 bis 16 mm breit und trägt 8 bis 9 erhabenen Rippen. Zur Reife sind Kelchblätter und Griffel an der Fruchtspitze erhalten. 

## Verbreitung
Alfaroa williamsii kommt in Nicaragua und Costa Rica vor. In Nicaragua ist die Art aus dem Departements Matagalpa  und Jinotega  bekannt. Sie wächst in rund 1400 m Seehöhe in der Zentralkordillere auf ehemaligen Kahlschlagflächen von Nebelwäldern. Die Funde in Costa Rica liegen bei Tapantí und San Isidro de Cartago in der Cordillera de Talamanca und der Cordillera de Tilarán.

## Systematik
Die Art wird in zwei Unterarten untergliedert, die sich in der Form der männlichen Blüten unterscheiden: 
- Alfaroa williamsii subsp. williamsii in Nicaragua
- Alfaroa williamsii subsp. tapantiensis in Costa Rica

## Belege
- Antonio Molina: Two new Nicaraguan Juglandaceae. Fieldiana Botany, Band 31, 1968, S. 357–359.
- Donald E. Stone: Juglandaceae, in: William Burger (Hrsg.): Flora Costaricensis, Fieldiana Botany, Band 40, 1977, S. 28–53. ISSN 0015-0746